# Religion au Guatemala
D'après Latinobarómetro, en 2013 la répartition est :
- Catholicisme (47 %)
- Protestantisme (40 %)
- Sans (9 %)
- Autres (3 %)
- Ne se prononce pas (1 %)

Le catholicisme était la religion officielle durant la période coloniale.  Le protestantisme a progressé dans les récentes décennies. Plus du tiers des guatémaltèques sont protestants, principalement évangéliques et pentecôtistes. L'Église orthodoxe et l'Église des trois conciles déclarent une croissance rapide, notamment parmi les Mayas indigènes.

## Catholicisme romain
Après de la colonisation en 1527, le Guatemala est catholique, important et vital pour la société de l'époque, qui était sous forme de gestion féodale (comme les indulgences).
L'Église catholique joué un rôle important dans le travail de la découverte, de la colonisation, le gouvernement et l'éducation au Guatemala. Aux XVe et XVIe siècles, le pape avait une grande signification politique, en plus de la spécifiquement religieux. Utilisé pour arbitrer les conflits entre états catholiques. Durant la période coloniale, l'Église a fortement encouragé la catéchèse des Indiens, l'éducation à tous les niveaux, y compris l'université, le développement des arts et, en général, la haute culture. Il n'y avait alors pas de la liberté de religion, et la religion catholique était la seule religion qui pourrait être pratiquée.
Cependant, l'église n'a pas attaqué violemment les pratiques religieuses des Indiens, de sorte que certains d'entre eux persistent.

## Protestantisme

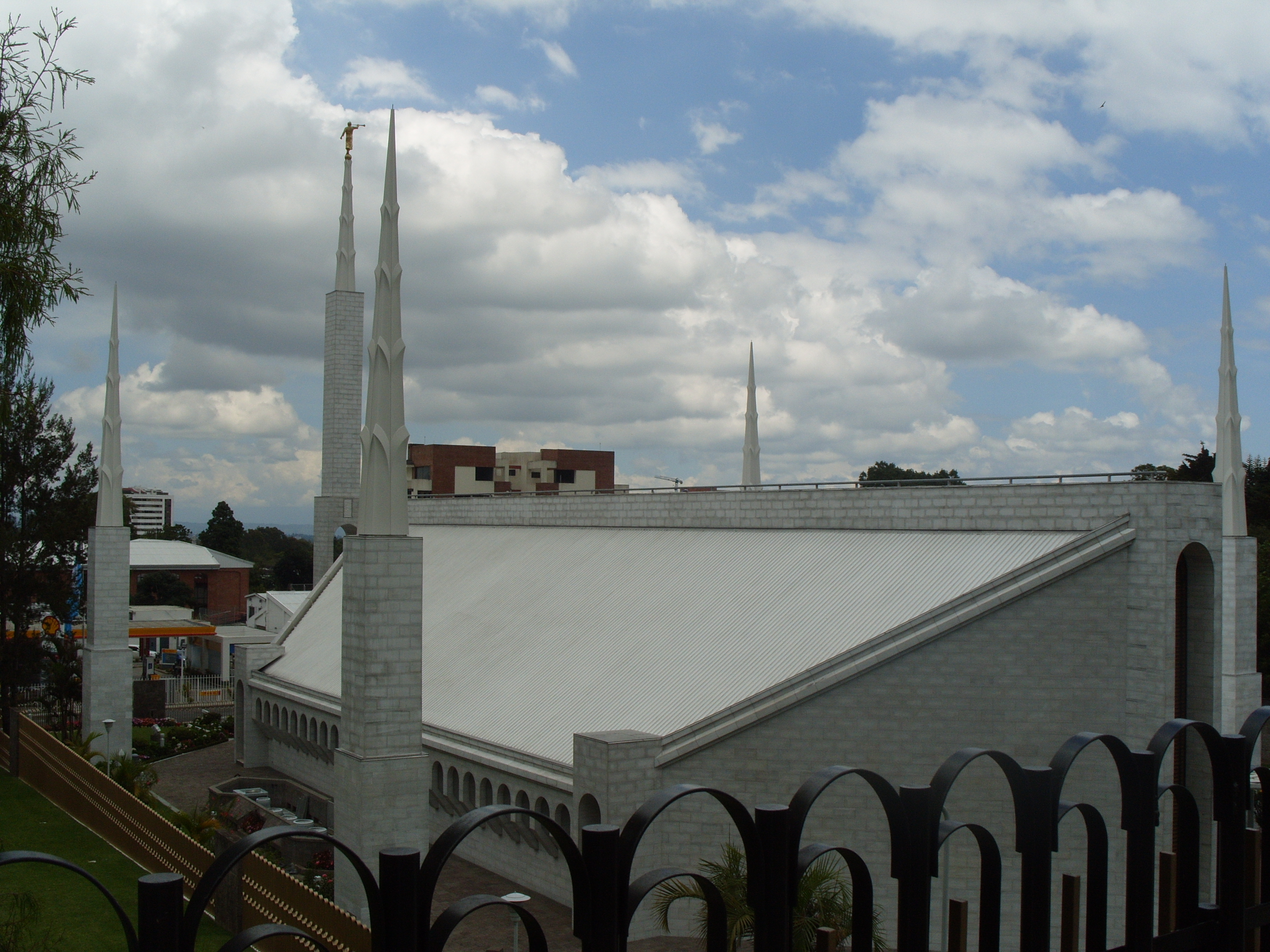
Le temple de l'Église de Jésus-Christ des saints des derniers jours

Les estimations actuelles de la population protestante du Guatemala varient de 25 à 40 pour cent, ce qui en fait le pays le plus protestant en Amérique latine. La plupart de ces protestants sont pentecôtistes. Le premier missionnaire protestant, Frederick Crowe, arrivé au Guatemala en 1843, mais le président conservateur Rafael Carrera l'a expulsé en 1845. les missionnaires protestants rentré au pays en 1882 sous le patronage du Président libéral Justo Rufino Barrios.
Cependant, la plus forte croissance des églises protestantes étaient dans les années 1970 et 80, à la suite de la guerre civile, à la fin de la 90, le quart partie des Guatémaltèques est évangélique.

## Autres
La religion maya connaîtrait un certain regain à nouveau, au moins dans l'attachement aux rituels.
Le christianisme orthodoxe, relié aux deux obédiences de Constantinople ou d'Antioche, est fréquenté surtout par des populations mayas.
Le mouvement quaker est le plus important d'Amérique centrale.
Il existe une petite communauté juive au Guatemala, dont est issu l'écrivain Eduardo Halfon (1971-).
Le groupe religieux juif fondamentaliste extrémiste Lev Tahor (Cœur pur), surveillé depuis 2016, est accusé en 2024 de maltraitrance infantile.

## Liberté
Selon l'article 36 de la Constitution du Guatemala (en), chacun a le droit de pratiquer sa religion. Le Guatemala n'a plus de religion officielle depuis 1882.

## Statistiques
Entre 1990 et 2012, PROLADES mené une enquête sur l'opinion publique au Guatemala, les données sont les suivantes:
| Mars-1990      | 65,5 % | 20,5 % | 2,9 % | 11,1 % |
| Octobre-1995   | 64,0 % | 23,0 % | 2,0 % | 11,0 % |
| 2001           | 57,6 % | 25,3 % | 3,0 % | 14,2 % |
| Mars-2004      | 55,5 % | 30,0 % | 2,5 % | 12,0 % |
| Septembre-2012 | 47,9 % | 38,2 % | 2,3 % | 11,6 % |